# Greg Steel
Greg Steel – australijski zapaśnik walczący w stylu wolnym. Zajął 23. miejsce na mistrzostwach świata w 1986. Srebrny medalista mistrzostw Oceanii w 1990 roku.